# Autour variable
Tachyspiza hiogaster
Espèce
Statut de conservation UICN

 LC  : Préoccupation mineure
Statut CITES
L'Autour variable (Tachyspiza hiogaster) est une espèce d'oiseaux de la famille des Accipitridae, récemment séparée de l'Autour blanc (Accipiter novaehollandiae).
Cet oiseau peuple les Moluques, l'archipel de Nouvelle-Guinée et les îles Salomon.

## Sous-espèces
D'après la classification de référence (version 14.1, 2024) de l'Union internationale des ornithologues, l'Autour variable possède 22 sous-espèces (ordre philogénique) :
- T. h. sylvestris Wallace, 1864 — de Sumbawa à Alor ;
- T. h. polionotus (Salvadori, 1889) — Damar, îles Babar, Banda et Tanimbar ;
- T. h. mortyi Hartert, EJO, 1925 — Morotai ;
- T. h. griseogularis (Gray, GR, 1861) — Halmahera, Ternate, Tidore, Bacan et Gebe ;
- T. h. obiensis (Hartert, EJO, 1903) — îles Obi ;
- T. h. hiogaster (Müller, S, 1841) — Kelang, Céram, Saparua et Ambon ;
- T. h. pallidiceps (Salvadori, 1879) — Buru ;
- T. h. albiventris (Salvadori, 1876) — îles Kei et Tayandu ;
- T. h. leucosoma (Sharpe, 1874) — Nouvelle-Guinée ;
- T. h. misoriensis (Salvadori, 1876) — Biak ;
- T. h. pallidimas Mayr, 1940 — îles d'Entrecasteaux ;
- T. h. misulae Mayr, 1940 — Misima et Tagula ;
- T. h. lavongai Mayr, 1945 — Nouvelle-Hanovre, Nouvelle-Irlande et Djaul ;
- T. h. matthiae Mayr, 1945 — Mussau ;
- T. h. manusi Mayr, 1945 — îles de l'Amirauté ;
- T. h. dampieri (Gurney, JH Sr, 1882) — Umboi et Nouvelle-Bretagne ;
- T. h. lihirensis Stresemann, 1933 — Lihir et Tanga;
- T. h. bougainvillei (Rothschild & Hartert, EJO, 1905) — îles Buka, Bougainville, Shortland ;
- T. h. rufoschistacea (Rothschild & Hartert, EJO, 1902) — îles Choiseul, Santa Isabel, Florida ;
- T. h. rubianae (Rothschild & Hartert, EJO, 1905) — Nouvelle-Géorgie ;
- T. h. malaitae Mayr, 1931 — Malaita ;
- T. h. pulchellus (Ramsay, EP, 1882) — Guadalcanal.